# Tufão Lan (2023)
O tufão Lan foi um ciclone tropical que atingiu o centro do Japão em meados de agosto de 2023. A sétima tempestade nomeada e quinto tufão da temporada de tufões no Pacífico de 2023, Lan originou-se de uma área de baixa pressão várias centenas de quilômetros a leste de Iwo Jima. Inicialmente seguiu para norte-noroeste, intensificando-se gradualmente para uma tempestade tropical e mais tarde para o status de tufão, atingindo seu pico como um tufão equivalente à categoria 4 com ventos sustentados de 115 kn (213 km/h; 132 mph) e uma pressão central de 940 hPa (28 inHg). Lan então enfraqueceu rapidamente no dia seguinte devido aos efeitos do anel interno do topo das nuvens e da parede ocular bem definida. Lan se fortaleceu novamente para85 kn (157 km/h; 98 mph), Lan atingiu a costa perto do Cabo Shionomisaki, no Japão. Uma vez no interior, Lan enfraqueceu rapidamente e degenerou em uma tempestade tropical sobre o terreno acidentado da região. Lan emergiu sobre o mar meridional do Japão, antes de declarar uma baixa extratropical em 17 de agosto. A baixa moveu-se de leste a nordeste e foi observada pela última vez no dia seguinte.
Lan causou danos generalizados. Além de causar deslizamentos de terra e inundações, a tempestade também arrancou árvores e danificou linhas elétricas. Pelo menos 100 mil casas estão sem energia e mais de 237 mil pessoas foram forçadas a abandonar as suas casas. A Agência Meteorológica do Japão (JMA) emitiu aviso roxos de chuvas fortes - o segundo nível mais alto em uma escala de quatro níveis - e avisos de deslizamentos de terra para partes da província de Kyoto, na região de Kansai, e da província de Iwate, na região de Tōhoku, no final de 14 de agosto. Uma pessoa foi morta e 64 ficaram feridas após o tufão.

## História meteorológica

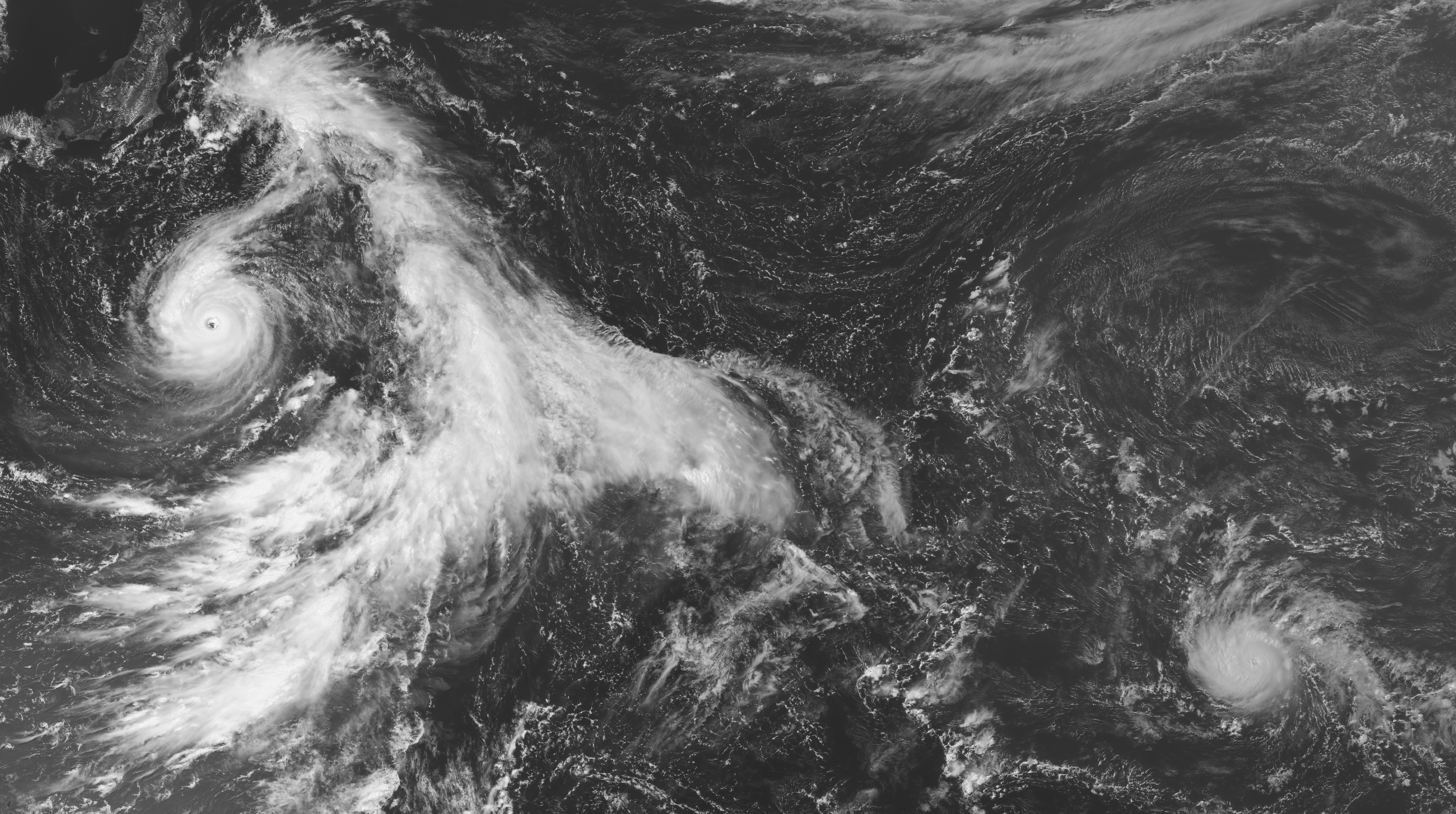
Uma imagem de satélite do tufão Lan (à esquerda) e do furacão Dora (à direita) em 11 de agosto

As origens do tufão Lan remontam a 5 de agosto, quando a Agência Meteorológica do Japão (JMA) informou que uma área de baixa pressão se formou a leste-nordeste de Iwo Jima. A convecção profunda deslocou-se para o semicírculo sudeste da circulação, enquanto o centro ainda mal definido. As condições ambientais foram avaliadas como sendo marginalmente propícias à ciclogênese tropical, com temperaturas quentes da superfície do mar (TSM) próximas de 29–30 °C (84–86 °F) e baixo cisalhamento vertical do vento e boa vazão em direção ao equador. Ao mesmo tempo, a JMA atualizou-o para uma depressão tropical, antes do Joint Typhoon Warning Center (JTWC) emitir um Alerta de Formação de Ciclone Tropical no sistema. A agência seguiu o exemplo e designou o sistema 07W. No mesmo dia, a agência atualizou para tempestade tropical, com a JMA atribuindo o nome Lan ao sistema. Imagens de satélite representando uma formação de faixas convectivas com alguma convecção profunda sobre o semicírculo norte e leste.
Um olho com faixas começou a aparecer nas imagens de satélite; a convecção profunda começou a se consolidar e envolver o centro de circulação de baixo nível. Lan continuou a se fortalecer à medida que virou mais para oeste sob a influência da TSM e do fraco cisalhamento vertical do vento. A JMA atualizou Lan para uma tempestade tropical severa às 06:00 UTC de 9 de agosto, quando seus ventos máximos sustentados aumentaram para50 kn (93 km/h; 58 mph). A organização começou a aumentar de forma constante dentro da parede ocular em desenvolvimento, mas o JTWC informou que não se intensificou nas últimas doze horas. Lan começou a se intensificar mais rapidamente, atingindo o status de tufão. A Lan consolidou e desenvolveu uma circulação pequena e definida com imagens de satélite revelando 30 nmi (56 km) olho esfarrapado. Lan desenvolveu um olhar claro e continuou a fortalecer-se nas imagens de satélite, rodeado por um olho quente de 10–17 °C (50–63 °F).

O JTWC o atualizou para tufão equivalente à categoria 4 em 11 de agosto, depois que as estimativas de Dvorak indicaram ventos de 115 kn (213 km/h; 132 mph). A JMA também avaliou que Lan tinha ventos de 90 kn (170 km/h; 100 mph) e uma pressão mínima de 940 hPa (28 inHg). O tufão sustentou um anel simétrico em torno da convecção profunda. Lan estava decaindo rapidamente enquanto a tempestade lutava para atingir −60 °C (−76 °F) o anel frio que circundava o olho. A degradação adicional continuou até 12 de agosto, à medida que o anel interno do topo das nuvens e a parede ocular bem definida continuavam a afetar a circulação do tufão. Lan se fortaleceu novamente para 85 kn (157 km/h; 98 mph) à medida que se fortaleceu. A tempestade manteve a sua estrutura convectiva geral, mas as águas abaixo do ciclone arrefeceram, provocando uma tendência de enfraquecimento rápido. A JMA rebaixou Lan para uma tempestade tropical severa, com ventos estimados de 60 kn (110 km/h; 69 mph). Por volta das 19h UTC de 14 de agosto, Lan atingiu a costa perto do Cabo Shionomisaki, no Japão. Uma vez no interior, Lan enfraqueceu rapidamente e degenerou em uma tempestade tropical sobre o terreno acidentado da região. Lan emergiu sobre o mar meridional do Japão. por apresentar centro de circulação exposto de baixo nível com estrutura de faixas. Lan começou a acelerar para nordeste enquanto enfraquecia, o JTWC interrompeu os avisos no sistema. A JMA emitiu seu último comunicado sobre Lan e declarou-o como uma baixa extratropical em 17 de agosto Lan seguiu na direção leste-nordeste até ser notado pela última vez no dia seguinte.

## Efeitos no Japão

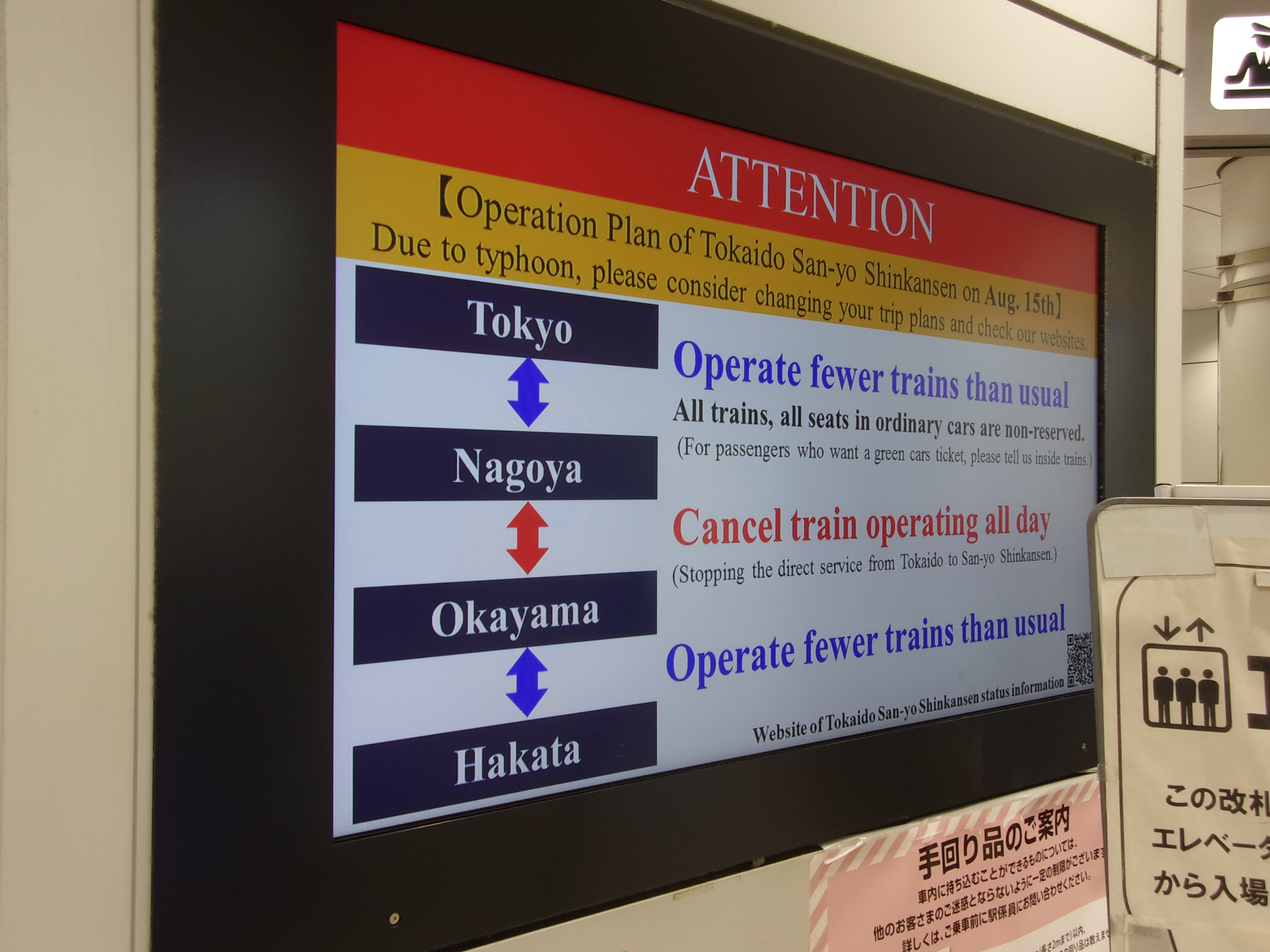
Horário do Shinkansen Tohoku-Hokkaido que foi suspenso devido ao tufão.

As autoridades do Japão emitiram um forte alerta de tufão para grande parte do país. A JMA emitiu aviso roxo para chuvas fortes - o segundo nível mais alto em uma escala de quatro níveis - e avisos de deslizamento de terra para partes da província de Kyoto na região de Kansai e da província de Iwate na região de Tōhoku no final de 14 de agosto, bem como avisos roxos de tempestades para partes das prefeituras de Hyōgo e Wakayama na região de Kansai. A região de Tokai estava prevista para receber até 45 mm de precipitação, enquanto Kansai e Shikoku deveriam receber até 40 mm. Centenas de milhares de pessoas receberam ordem de evacuação nas províncias de Aichi, Kyoto, Mie, Nara e Wakayama. Em preparação para a tempestade, as autoridades estavam a libertar água das barragens nas regiões de Chūgoku, Kansai e Tokai. Alertas vermelhos de ondas altas foram emitidos para as Ilhas Izu pela JMA. Em todas as prefeituras de Shikoku, Hiroshima e Shiman até as prefeituras de Nagano e Niigata, chuva de 1–4 in (25–102 mm) é antecipado. As províncias de Tottori a Fukui podem experimentar quantidades de 100–200 mm (4–8 in). Uma evacuação de nível 3 foi ordenada para 26.000 residentes idosos de uma cidade na província de Wakayama na manhã de terça-feira devido a preocupações de que fortes chuvas causariam deslizamentos de terra.

Tufão Lan passando pelas Ilhas Bonin em 14 de agosto

O tufão Lan causou danos generalizados. Além de causar deslizamentos de terra e inundações, o tufão também arrancou árvores e danificou linhas elétricas. Mais de 100 mil casas estão sem energia e mais de 237 mil pessoas foram forçadas a abandonar as suas casas. O governo japonês enviou equipes de resgate para ajudar na limpeza. O governo enviou alimentos e água para os distritos afectados e os militares foram destacados para ajudar nos esforços de resgate e socorro. Segundo as autoridades, mais de 590 residências na cidade de Tottori estão agora isoladas porque as estradas de acesso foram danificadas.
A província ocidental de Wakayama sofreu fortes rajadas e chuvas torrenciais. Pelo menos 50 mil famílias no oeste e centro do Japão perderam eletricidade. Mais de 800 voos foram cancelados. Uma quantidade de chuva semelhante a três vezes a precipitação normal de agosto foi registrada na província de Tottori em um único dia, totalizando 470 mm em 24 horas . Nas prefeituras de Okayama e Tottori, 500 mm de chuva caiu durante um período de 24 horas, enquanto 100 mm de chuva caiu a cada hora nas prefeituras de Kyoto, Nara e Tottori. A precipitação acumulada totalizou 304,0 mm em Nachikatsuura, 190,0 mm em Mutsuyose, Ayabe, província de Quioto.

Representantes de diversas prefeituras japonesas anunciaram que iriam adiar a comemoração da rendição do Japão na Segunda Guerra Mundial. O Campeonato Japonês de Beisebol do Ensino Médio, realizado na província de Hyōgo, foi adiado em Uma mulher de 80 anos que ficou presa na cidade de Saji foi levada ao hospital para atendimento de emergência devido a uma parada cardíaca, mas morreu e outras 64 permanecem feridas. De acordo com a Japan Airlines, 240 voos domésticos foram cancelados em consequência do tufão Lan. Lan provocou o fechamento do Ghibli Park, Universal Studios Japan e Nintendo. Os retalhistas e as empresas de logística cessariam as operações nas regiões ocidental e central do Japão.